# ギュミル
ギュミル（Gymir）は、北欧神話に登場する豊穣神フレイの妻ゲルズの父の名である。名前は「海」を意味している。

## 解説
スノッリ・ストゥルルソンの『散文のエッダ』第1部『ギュルヴィたぶらかし』37章で、妻は山の巨人のアウルボザだと説明されている。
ゲルズが語るところでは、黄金を多量に持つ資産家であり、また相手とすぐ斬り合いを始める性格だという。ゲルズの部屋の前に獰猛な番犬を繋いでいることから、娘を溺愛しているのが窺える。
一方で、『詩のエッダ』の『ロキの口論』には、アース神族のために酒宴を催す海神エーギルが「別名ギュミルとも呼ばれるエーギル」と書かれている。二人は同一視されることもあるようである。しかし、『ロキの口論』第42節では、舞台となる広間にエーギルがいながら、ロキがフレイに向かって「ギュミルの娘」という言い方をしており、この節の「ギュミル」がエーギルを指しゲルズの父はそこにいるエーギル（別名ギュミル）だと言っているどうかははっきりしていない。
ギュミルの名前は「海」のケニングとしても用いられることがある。『散文のエッダ』第2部『詩語法』では、「浪」のケニングとして、詩人レヴによる詩の「ギュミルの冷たき巫女」という表現を紹介している。